# Ceyda Ateş
Ceyda Ateş  (Istambul, 14 de setembro de 1987) é uma actriz turca de cinema e televisão, reconhecida principalmente pela sua participação em séries de televisão turcas como O Hayat Benim e O segredo de Feriha, entre outras.

## Biografia
Ceyda Ateş nasceu a 14 de setembro de 1987 em Istambul, Turquia. Começou a actuar desde que tinha cinco anos de idade. Quando era nova, ganhou um concurso de beleza infantil organizado por Neşe Erberk. Aos dez anos actuou nos projectos "Gurbet Kadını", "Aşk Oyunu" e "Hayat Bilgisi". Tomou lições de actuação no Centro Cultural de Barış Manço. Em 2007 teve uma importante actuação como Esra no filme Cool School. Apresentou o programa de televisão Dizi Magazin no canal de televisão turco Cinema5. Interpretou o papel de Pelin na série 'Doludizgin Eıllar'. Em 2010 encarnou a personagem Leyla na popular série Kavak Yelleri de Kanal D. Na sua actuação seguinte, interpretou o papel de Hande em Adını Feriha Koydum.

## Filmografia
| Cinema    | Cinema              | Cinema         | Cinema            |
| Ano       | Título original     | Papel          | Notas             |
| --------- | ------------------- | -------------- | ----------------- |
| 2006      | Gülcü Baba          |                | Konuk Oyuncu      |
| 2007      | Çılgın Dersane      | Esra           | Yardımcı Oyuncu   |
| 2013      | Rüya Gibi Geçti     | Lale           | Başpapel Oyuncusu |
| 2014      | Gulyabani           | Duygu          | Başpapel Oyuncusu |
| 2014      | Çırağan Baskını     | Meryem         | Başpapel Oyuncusu |
| Televisão |                     |                |                   |
| Ano       | Título original     | Papel          | Notas             |
| 1995      | Çiçek Taksi         | Aslı           | Konuk Oyuncu      |
| 1998      | Erguvan Yılları     |                | Konuk Oyuncu      |
| 1999      | Hayat Bağları       | Sue            | Konuk Oyuncu      |
| 2000      | Küçük İbo           | Elmas          | Konuk Oyuncu      |
| 2000      | Üvey Baba           |                | Konuk Oyuncu      |
| 2001      | Tatlı Hayat         | Elena Gül      | Konuk Oyuncu      |
| 2001      | Dünya Varmış        | Yeliz          | Konuk Oyuncu      |
| 2002      | Yarım Elma          | Beren          | Konuk Oyuncu      |
| 2002      | Bulutbey            |                | Konuk Oyuncu      |
| 2003      | Gurbet Kadını       | Merve          | Konuk Oyuncu      |
| 2003      | Hayat Bilgisi       | Sue            | Yardımcı Oyuncu   |
| 2004      | Gizli Dünyalar      |                | Konuk Oyuncu      |
| 2004      | Cennet Mahallesi    | Dicle          | Konuk Oyuncu      |
| 2004      | Büyük Buluşma       |                | Konuk Oyuncu      |
| 2005      | Bêşinci Boyut       | Gökçe          | Konuk Oyuncu      |
| 2005      | Aşk Oyunu           | Feride         | Konuk Oyuncu      |
| 2006      | Karagümrük Yanıyor  | Petek          | Konuk Oyuncu      |
| 2006      | Ahh İstanbul        |                | Konuk Oyuncu      |
| 2007      | Yalan Dünya         | Yeliz          | Konuk Oyuncu      |
| 2008      | Hayat Güzeldir      | Pınar Bahtiyar | Konuk Oyuncu      |
| 2008      | Doludizgin Eıllar   | Pembe          | Konuk Oyuncu      |
| 2009      | Kavak Yelleri       | Leyla          | Konuk Oyuncu      |
| 2009      | Elveda Rumeli       | Pembe          | Konuk Oyuncu      |
| 2010      | Yer Gök Aşk         | Betül          | Konuk Oyuncu      |
| 2011      | Adını Feriha Koydum | Hande Gezgin   | Yardımcı Oyuncu   |
| 2012      | Evlerden Biri       | Enfermeira     | Başpapel Oyuncusu |
| 2012      | Emir'in Yolu        | Hande Gezgin   | Yardımcı Oyuncu   |
| 2013      | Böyle Bitmesin      | Derya          | Konuk Oyuncu      |
| 2013      | Bir Yastıkta        |                | Konuk Oyuncu      |
| 2014      | Eılanların Öcü      | Zahide         |                   |
| 2015      | Gamsız Hayat        | Ela            | Başpapel Oyuncusu |
| 2016      | El Hayat Benim      | Cemre          | Konuk Oyuncu      |